# Lohengrin
Lohengrin és una òpera en tres actes amb música i llibret de Richard Wagner. Va ser estrenada al Teatre de la Cort (Großherzogliches Hoftheater) de Weimar el 28 d'agost de 1850, sota la direcció de Franz Liszt, amic de confiança i primer seguidor de Wagner.
La història del «cavaller del cigne» prové de la literatura medieval alemanya, sobretot del Parzival de Wolfram von Eschenbach i la seva continuació anònima, Lohengrin. Narra la llegenda del segle x, en què la princesa Elsa de Brabant, acusada insidiosament pel comte Friedric de Telramund que ha assassinat el seu germà, es veu miraculosament salvada d'un tràgic destí per un cavaller misteriós que apareix de cop i volta, Lohengrin, fill de Parsifal, que prové de les regions màgiques del Sant Greal. En aquest tràngol, Lohengrin concedeix casar-se amb la princesa sempre que no li pregunti qui és ni d'on ve, perquè mai no podrà revelar la seva condició. Telramund i la seva dona Orturd intriguen, ansiosos de poder, i per fi Elsa sucumbeix a la temptació. Té davant seu el cavaller miraculós, però vol desxifrar el miracle i conèixer-ne la naturalesa. Òbviament, els miracles no es materialitzen, perquè fer-ho en desvirtuaria la condició, de manera que en la disjuntiva Lohengrin desapareix per tornar a les regions de la llegenda i, com a regal, torna a la vida el germà d'Elsa perquè ocupi el tron anhelat per Ortrud i Telramund.
Lohengrin es va convertir immediatament en un èxit i avui dia és una de les obres més representades. Fins i tot s'acostuma a interpretar en concert o es fan enregistraments d'algunes de les parts. Així, les parts més conegudes són els preludis del primer i tercer acte, l'ària de Lohengrin In fernem Land (En una terra llunyana) i el cor nupcial, que també s'interpreta tradicionalment als casaments en alguns països occidentals.
Destaca la decoració del castell de Neuschwanstein (que va fer construir Lluís II de Baviera, important mentor de Wagner), la qual està basada en diverses òperes de Wagner, i molt especialment en la història de Lohengrin.

## Origen i context[calcitació]
El personatge del rei Heinrich està basat en el fundador històric de la dinastia saxona de reis i emperadors, el rei Enric I d'Alemanya, anomenat l'Ocellaire. Nascut al voltant del 876, Enric fou duc de Saxònia en morir el seu pare el 912, i va ser proclamat rei d'Alemanya el 919. Va unir parts de l'antic Regne Franc de l'est per fundar l'Imperi Alemany de l'edat mitjana, del qual va ser sobirà fins que va morir el 936.

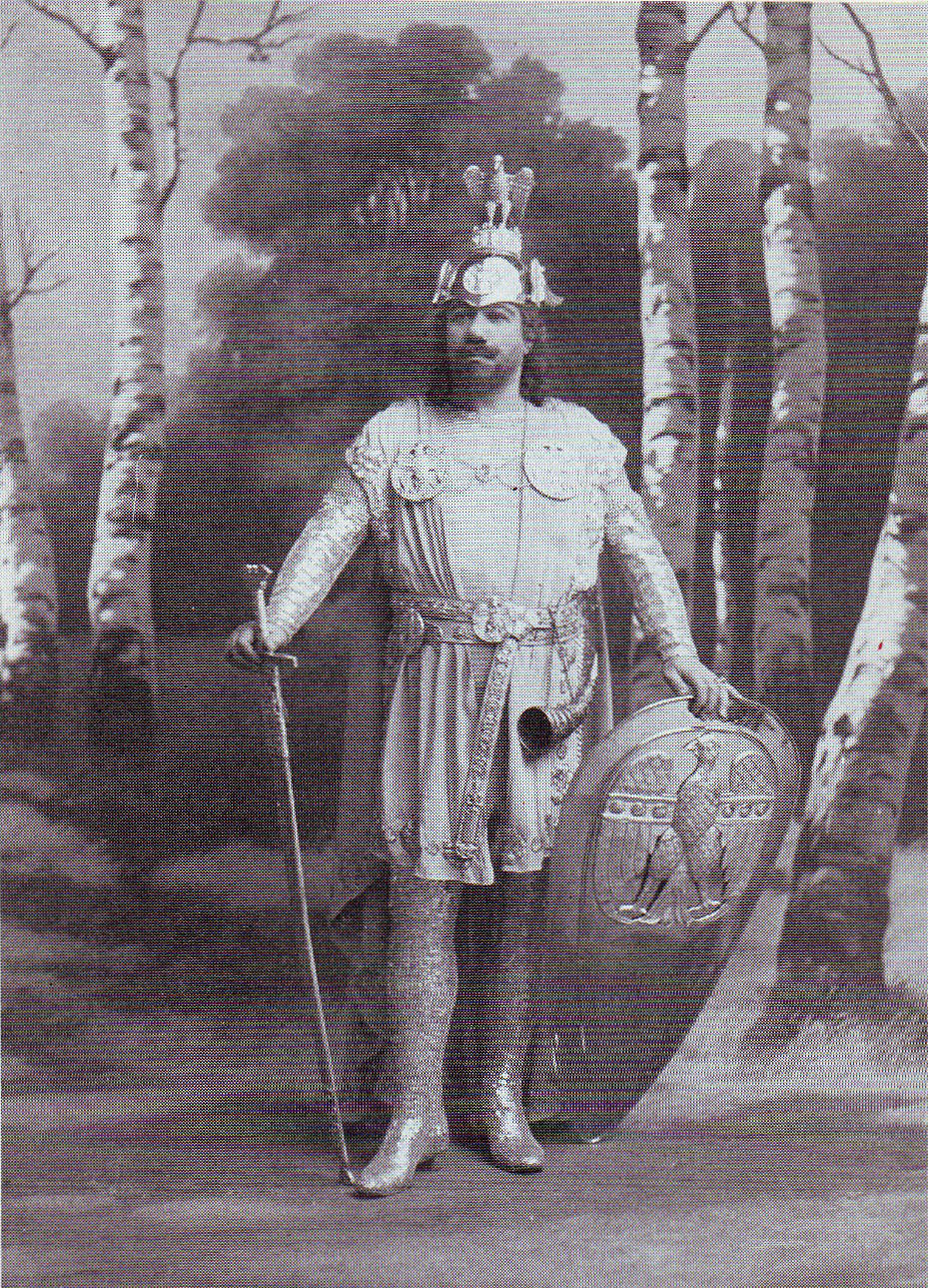
El tenor català Francesc Viñas en el paper de Lohengrin

Enric no era un emperador omnipotent, però primus inter pares (el primer entre els seus parells), el líder d'una confederació de poderosos ducats tribals. Les seves relacions amb els seus propis nobles era intricada —havia resultat electe rei pels nobles de dos dels seus ducats, però va haver d'envair altres territoris per forçar-los a acceptar-lo com a rei. Els governants de cada ducat havien jurat lleialtat i suport a Enric, i havien retingut control sobre les seves terres.
En l'escena de l'obertura de Lohengrin, el rei Enric s'està preparant per defensar el seu regne dels invasors hongaresos, passatge basat en esdeveniments històrics. Durant anys, els magiars havien envaït terres alemanyes. Des del 924, Enric els va pagar un tribut anual per evitar que li envaïssin el regne. Va usar la pau que aquest tribut li va aportar per reclutar un exèrcit més gran i entrenar els seus homes en les tècniques de guerra més modernes. Quan Enric es va negar a pagar l'impost el 933, el seu exèrcit ja era prou fort per derrotar els magiars en una gran batalla i salvar l'imperi de la invasió.
Després d'estar segur en aquella frontera, el rei Enric va tornar la seva atenció cap a l'oest, i va estendre el seu domini cap als territoris del voltant i més enllà de l'embocadura del riu Elba. Totes les tribus alemanyes es van unir quan Enric va morir el 2 de juliol de 936. Enric I és, llavors, considerat el primer rei alemany. El seu fill i successor, Otó I, fou el primer emperador oficial del Sacre Imperi Romanogermànic.

## Representacions
La primera producció de Lohengrin va ser a l'Staatskapelle de Weimar, Alemanya, el 28 d'agost de 1850, sota la direcció de Franz Liszt, un amic proper i un dels primers defensors de Wagner. Liszt va triar la data en honor del ciutadà més famós de Weimar, Johann Wolfgang von Goethe, nascut el 28 d'agost de 1749. Va ser un èxit popular immediat.
L'estrena a l'estranger va ser a Riga el 5 de febrer de 1855. L'estrena a Àustria va tenir lloc al Burgtheater el 19 d'agost de 1859 amb Roza Csillag com a Ortrud. L'obra es va estrenar a Múnic, per primera vegada al Teatre Nacional el 16 juny de 1867 amb Heinrich Vogl en el paper principal i Mathilde Mallinger com a Elsa. Mallinger va cantar Elsa una altra vegada per a l'estrena de l'obra a l'Òpera Estatal de Berlín el 6 d'abril de 1869. L'estrena de l'òpera a Bèlgica va tenir lloc a La Monnaie el 22 de març de 1870 amb Étienne Troy com a Friedrich de Telramund i Feliciano Pons com a Heinrich der Vogler.
L'estrena als Estats Units es va dur a terme a l'Stadt Theater at the Bowery de Nova York el 3 d'abril de 1871, dirigida per Adolf Neuendorff; l'elenc va incloure Theodor Habelmann com a Lohengrin, Luisa Garay-Lichtmay com a Elsa, Marie Frederici com a Ortrud, Adolf Franosch com a Heinrich i Vierling Edward com a Telramund. La primera actuació a Itàlia fou set mesos més tard al Teatre Comunale de Bolonya l'1 de novembre de 1871 en una traducció italiana de l'òpera i amb el baríton Salvatore Marchesi. Va ser la primera representació d'una òpera de Wagner a Itàlia. Angelo Mariani va dirigir la representació, protagonitzada per Italo Campanini com a Lohengrin, Bianca Blume com a Elsa, Maria Löwe Destin com a Ortrud, Pietro Silenzio com a Telramund i Galvani Giuseppe com a Heinrich der Vogler. la representació del dia 9 de novembre va comptar amb la presència de Giuseppe Verdi, que anotà en una còpia de la partitura vocal les seves impressions i opinions de Wagner. Era molt probablement el seu primer contacte amb la seva música.

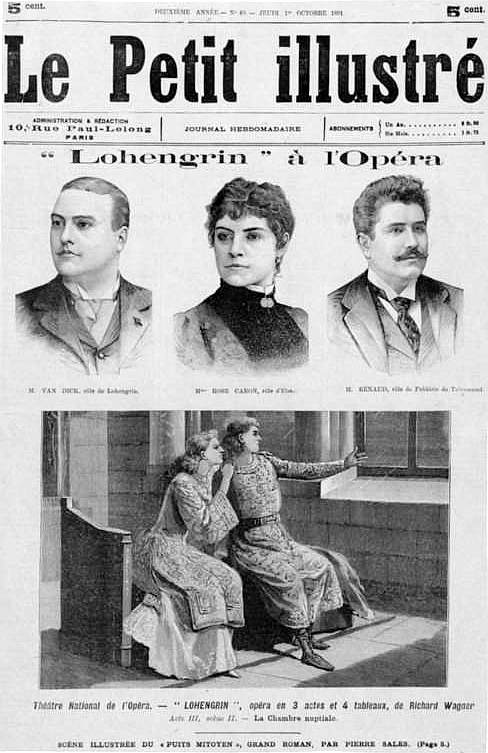
Lohengrin a l'Òpera de París el 1891. A dalt: Ernest Van Dyck (1861-1923) com a Lohengrin, Rose Caron (1857-1930) com a Elsa of Brabant, Maurice Renaud (1861-1933) com a Friedrich of Telramund. A baix: Acte III, Escena I, La cambra nupcial.

A Rússia s'estrenà al Teatre Mariïnski el 5 de febrer de 1873 en una doble funció amb l'estrena de tres escenes de Borís Godunov, de Modest Mússorgski. Eduard Nápravník va dirigir l'actuació que va oferir Fyodor Petrovich Komissarzhevsky com a Lohengrin, Yuliya Platonov com a Elsa, Daria Leonov com a Ortrud, i Osip Petrov com a Heinrich der Vogler. La Scala va produir l'òpera per primera vegada el mes següent, el 30 de març amb Campanini com a Lohengrin, Gabrielle Krauss com a Elsa, Filipines von Edelsberg com a Ortrud, Victor Maurel com a Friedrich i Gian Pietro Milesi com a Heinrich.
Al Regne Unit s'estrena a la Royal Opera House, Covent Garden, el 8 de maig de 1875 amb la traducció italiana de Marchesi. Auguste Vianesi va dirigir l'òpera, que va comptar amb Ernesto Nicolini com a Lohengrin, Emma Albani com a Elsa, Anna D'Angeri com a Ortrud, Maurel com a Friedrich i Wladyslaw Seideman com a Heinrich. L'estrena a Austràlia es va dur a terme en el Prince of Wales Theatre de Melbourne el 18 d'agost de 1877.
Lohengrin fou la primera obra de Wagner que arribà a Barcelona, el 17 de maig de 1882 al Teatre Principal i el 6 de març de 1883 al Gran Teatre del Liceu, cantada en italià, com era habitual llavors, en els dos casos.
El Metropolitan va mostrar l'òpera per primera vegada el 7 de novembre de 1883 durant la temporada inaugural de la companyia. Cantada en italià, Campanini va interpretar el paper del títol amb Christina Nilsson com a Elsa, Emmy Fursch-Madi com a Ortrud, Giuseppe Kaschmann com a Telramund, Franco Novara com a Heinrich, i la direcció d'Auguste Vianesi.
Lohengrin va ser públicament realitzat per primera vegada a França a l'Eden-Théâtre de París el 30 d'abril de 1887 amb una traducció al francès de Charles-Louis-Etienne Nuitter. Dirigida per Charles Lamoureux, la van protagonitzar Ernest van Dyck com l'heroi del títol, Fidès Devries com a Elsa, Marthe Duvivier com a Ortrud, Emil Blauwaert com a Telramund i Félix-Adolphe Couturier com a Heinrich. Hi va haver però una producció francesa de 1881 de forma benèfica, al Cercle de la Méditerranée de Niça, organitzat per Sophie Cruvelli, la qual va cantar el paper d'Elsa. L'òpera va tenir l'estrena canadenca en el Queen Elizabeth Theatre de Vancouver el 9 de febrer de 1891, amb Emma Juch com a Elsa. El Palau Garnier posà en escena l'obra per primera vegada el 16 de setembre amb Van Dyck com a Lohengrin, Rose Caron com a Elsa, Caroline Fierens-Peters com a Ortrud, Maurice Renaud com a Telramund i Charles Douaillier com a Heinrich.
La primera presentació a l'òpera de Chicago es va dur a terme a l'Edifici Paranimf de la Universitat Roosevelt, el 9 de novembre de 1891. Cantada en italià, la producció la va protagonitzar Jean de Reszke com l'heroi del títol, Emma Eames com a Elsa, i Édouard de Reszke com a Heinrich.

## Argument[calcitació]

### Acte I
Per les riberes de l'Escalda, a prop d'Anvers, un herald convoca a les armes el poble de Brabant, que respon alegrement. Però el rei Enric, abans de marxar a la lluita per defensar el regne contra els bàrbars hongaresos, vol resoldre la desunió existent al si del ducat de Brabant, i mana a Telramund que es presenti amb la seva esposa i li relati la raó de la disputa.	
Telramund explica al rei que ell fou l'encarregat de la custòdia dels fills de l'últim duc quan aquest va morir. Un dia, el fill baró, Gottfried, va desaparèixer quan es trobava sol amb la seva germana Elsa. És per això que Telramund acusa Elsa d'haver matat al seu germà per heretar el ducat. En conseqüència, va renunciar a la mà d'Elsa i es casà amb Ortrud, gràcies a la noble ascendència de la qual ara pretén ser governador de Brabant. Els nobles i el mateix rei s'horroritzen davant de l'acusació. El rei, determinat a esbrinar la veritat i a jutjar qui és el culpable, ordena anar a buscar Elsa.

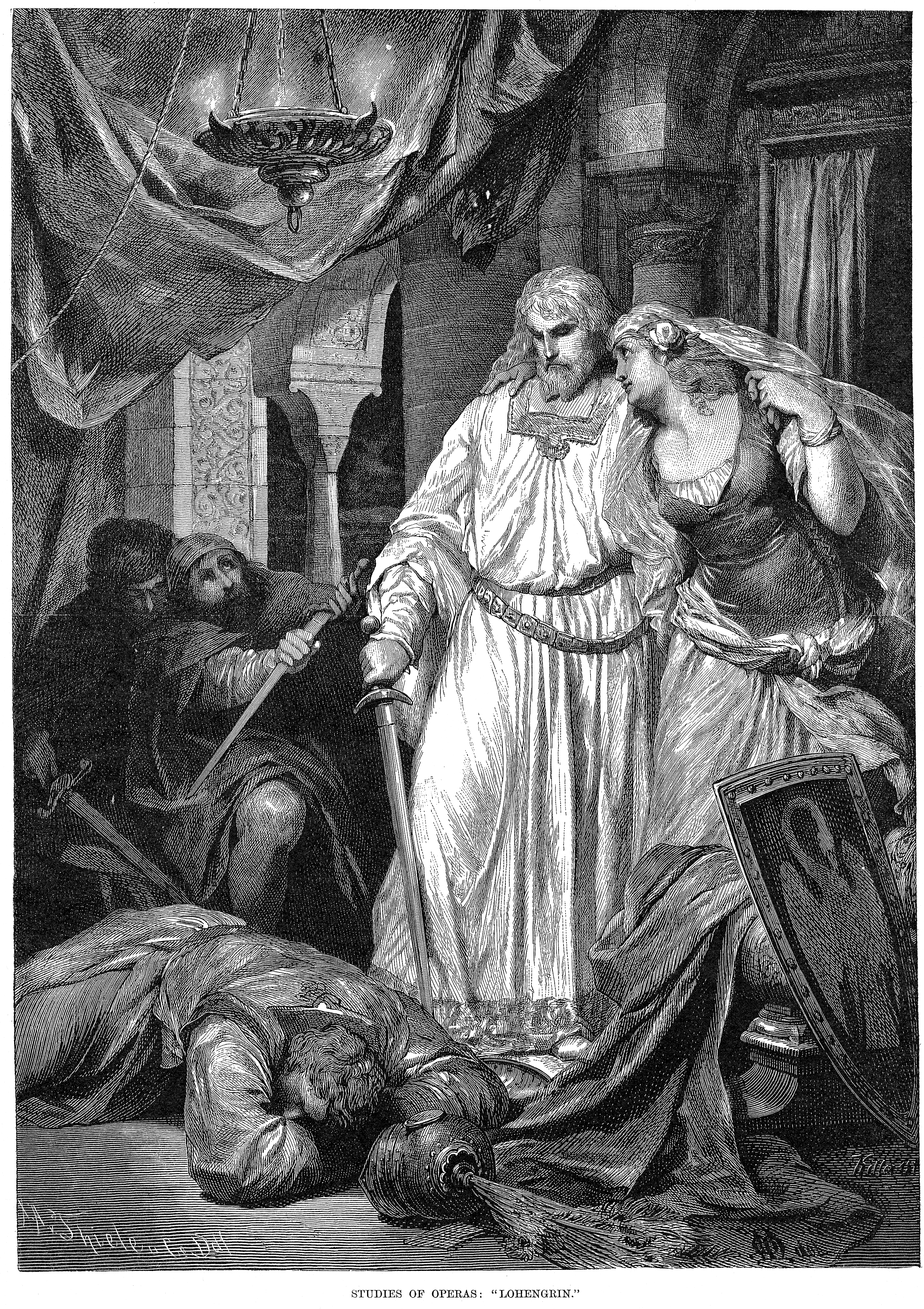
Il·lustració de la primera representació de Lohengrin a Londres

Arriba Elsa. No pot donar resposta clara al que el rei li pregunta però relata un somni, davant de la confusió dels presents, en el qual se li va aparèixer un cavaller vestit amb una armadura resplendent, com el seu campió: Oft in trüben Tagen (Una vegada, en els ombrívols dies). Telramund insisteix en la seva versió i el rei i la gent de Brabant estan inclinats a creure'l. El rei, llavors, decideix que el cas sigui resolt per un combat entre Telramund i la persona a qui Elsa designi com a defensor.
Obeint el mandat del rei, l'herald, acompanyat de notes adornades de trompetes, convoca a qui vulgui defensar a Elsa. La crida es repeteix per dues vegades, però ningú no acudeix en defensa de la dama. Llavors, mentre Elsa i les dames assistents preguen al cel de genolls, la multitud queda atònita en veure aparèixer pel riu un cigne (Ein Schwann!) remolcant una barca en la qual arriba un cavaller vestit amb armadura de plata. Tots li donen la benvinguda, excepte Telramund i Ortrud. En arribar, s'acomiada del cigne i demana permís a Elsa per actuar com el seu cavaller, imposant la condició que mai no li pregunti el nom ni l'origen. Plena de confiança, Elsa hi accedeix i ambdós es juren amor mutu.
El cavaller és Lohengrin, avança i repta Telramund, els amics del qual li aconsellen que es retiri. L'herald anuncia el combat i demana a Déu que la justícia prevalgui. Els dos homes lluiten, Lohengrin derrota Telramund però li perdona la vida. Tots aplaudeixen la victòria i Elsa expressa la seva alegria; les úniques veus dissidents són les de Telramund i Ortrud.

### Acte II

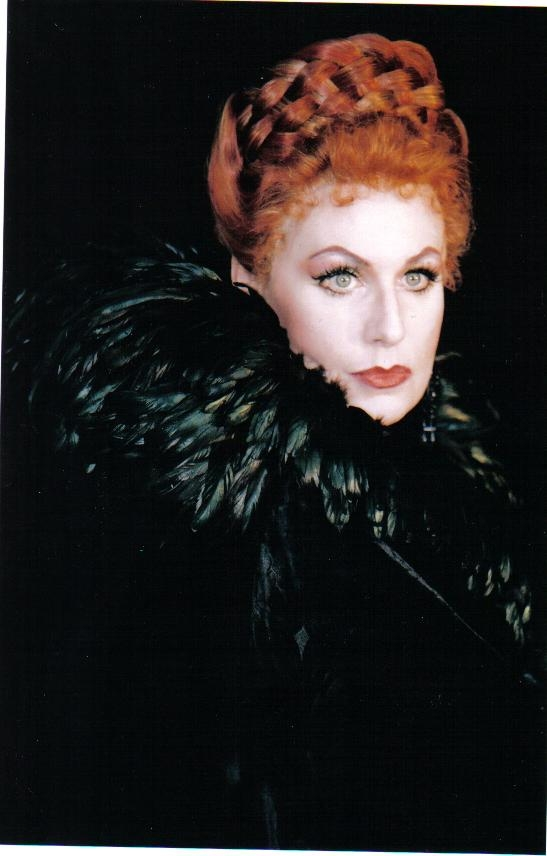
Doris Soffel en el paper d'Ortrud

A la nit, a les escalinates de la catedral, Ortrud i Telramund rumien la seva derrota. Des del palau arriben les notes de la festa. Telramund es queixa de la seva desgraciada sort a causa de les maquinacions de la seva esposa, que és un bruixot. Ella en canvi diu al seu espòs que el poder del cavaller victoriós podrà ser doblegat només en el cas que Elsa es vegi obligada a preguntar-li el nom i l'origen, o si fos ferit. Ambdós determinen venjar-se'n.
Surt Elsa al balcó cantant la seva alegria. Ortrud diu a Telramund que marxi i es dirigeix cap a Elsa, lamentant-se de la seva desgràcia, però mentre Elsa desapareix per baixar al carrer, Ortrud exulta davant de la possibilitat de venjar-se. Entra en escena Elsa i li diu a Ortrud que la perdona, tot prometent-li tractar que ella i el seu espòs recuperin el favor reial; en el seu duet, Ortrud deixa caure en la ment de l'Elsa les llavors del dubte sobre el seu cavaller.
Surten les dues dones i apareix Telramund, que s'oculta quan, en trencar el dia, els trompeters criden el poble a una reunió. Arriben els nobles i ciutadans. L'herald anuncia que Telramund és desterrat i que el misteriós cavaller, Lohengrin, s'unirà en matrimoni a Elsa, sent nomenat Guardià de Brabant per conduir els brabantins a la guerra. La multitud aclama els reials decrets. Tanmateix, quatre nobles, amics de Telramund no es mostren propicis a ser manats per Lohengrin, i Telramund, desafiant el decret, es presenta davant d'ells, que, al seu torn, ho oculten.
Quatre patges anuncien l'arribada d'Elsa i el seu seguici de dames. Quan estan a punt d'entrar a la catedral, apareix Ortrud dient amargament que Elsa ha usurpat el lloc que a ella li corresponia, i es burla d'Elsa per no conèixer el nom del cavaller amb qui es casarà. Elsa, atònita, replica que té plena confiança en ell, però Ortrud continua i el qualifica de traïdor. Arriba llavors Lohengrin amb el rei i consola Elsa, però ara és Telramund el que, atrevidament, es fa present. Al principi tots refusen escoltar-lo, però ell insisteix que Lohengrin descobreixi la seva personalitat, car d'una altra manera sospita que el seu origen pot ser diabòlic.
Lohengrin refusa donar una resposta i diu que només Elsa el pot obligar a parlar, i s'adona que està profundament torbada. En un concertant, Ortrud i Telramund es feliciten per haver posat dubtes a Elsa: aquesta manifesta el seu desig de saber qui és Lohengrin i, per la seva part, el rei i el poble reafirmen la seva confiança. Per un moment, Telramund aconsegueix parlar amb l'Elsa contra Lohengrin, però aquest la pren del braç i tots entren a la catedral.

### Acte III
L'escena es desenvolupa a la cambra nupcial. Amb el so d'una marxa, entra Elsa enmig d'un grup de dames i Lohengrin, acompanyat d'un altre de nobles i del mateix rei. La parella aviat queda tota sola. Canten tendrament el seu amor, però quan Lohengrin diu a Elsa que confiï en ell i li digui si és feliç, ella s'entristeix perquè no pot saber el nom d'ell. Lohengrin diu que no l'hi pregunti, però ella insisteix cada vegada més impetuosament dient que pressent el dia en el qual el cigne torni per emportar-se'l.
En el moment més àlgid de la discussió s'obre sobtadament la porta de la cambra i entra Telramund amb els seus quatre amics. Elsa avisa desesperadament a Lohengrin i aquest, amb un sol cop, dona mort a Telramund, i els quatre acompanyants es postren de genolls davant d'ell. El cavaller diu a Elsa que la felicitat d'ambdós s'ha acabat i crida les dames perquè portin Elsa en presència del rei, davant del qual ell dirà qui és.

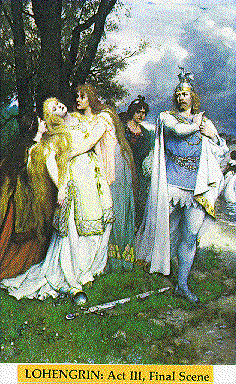
Escena del final del tercer acte

L'escena té lloc ara a les vores de l'Escalda, on hi ha reunits el rei i els nobles. És de matí i tots es preparen per marxar a la guerra. Entren els quatre nobles portant el cadàver de Telramund, seguits d'Elsa, consternada, i del seu seguici de dames. Finalment, apareix Lohengrin, que diu al rei, per a consternació de tots, que no pot posar-se al capdavant dels seus soldats perquè Elsa ha trencat el vot que havia fet i li ha demanat el nom i l'origen, i descobreix el seu secret: és un cavaller del Sant Grial, de nom Lohengrin, fill de Parsifal, i ara que el secret ha estat revelat, ha perdut el poder i ha de tornar. I retreu a Elsa el que ha fet, ella està aclaparada en adonar-se que tot s'ha acabat entre ells dos. Desesperada, li demana que no l'abandoni, i el rei i el poble s'uneixen en la seva petició. Però Lohengrin no pot quedar-se. Prediu una gloriosa victòria per a les armes alemanyes; llavors apareix el cigne arrossegant una barca buida. Lohengrin el saluda: Mein lieber Schwan (El meu cigne estimat), abraça Elsa en un tendre comiat, lliurant-li l'espasa, la banya de cacera i l'anell, perquè els doni al seu germà Gottfried si mai torna.
De sobte apareix Ortrud amb aire de triomf. Diu a Elsa que ella va transformar Gottfried en un cigne, el cigne que ara serveix a Lohengrin; si Lohengrin hagués pogut quedar-se, també hauria pogut tornar Gottfried al seu estat natural, però ara l'oportunitat s'ha perdut. Lohengrin cau de genolls i resa. En resposta a la seva pregària, apareix un colom sobre la seva embarcació, el cigne se submergeix en les aigües del riu i apareix Gottfried, mentre Ortrud crida de ràbia. Els ciutadans de Brabant victoregen Gottfried, que des d'ara els governarà. El colom condueix ara l'embarcació amb la qual marxa Lohengrin. Mentrestant Elsa, que el veu marxar, cau sense vida als braços del seu germà.

## Discografia
Els cantants mencionats són respectivament Lohengrin, Elsa, Heinrich, Telramund i Ortrud.
- Erich Leinsdorf (1940), Metropolitan Opera de Nova York, Lauritz Melchior, Elisabeth Rethberg, Emanuel List, Julius Huehn, Kerstin Thorborg. Arkadia
- Joseph Keilberth (1953), Orquestra del Festival de Bayreuth, Wolfgang Windgassen, Eleanor Steber, Josef Greindl, Hermann Uhde, Astrid Varnay. Decca 1954, reed. Teldec 1997 o Naxos Historical 2005
- André Cluytens (1958), Orquestra del Festival de Bayreuth, Sándor Kónya, Leonie Rysanek, Kieth Engen, Ernest Blanc, Astrid Varnay. Reedició 1994
- Rudolf Kempe (1962–1963), Orquestra Filharmònica de Viena, Jess Thomas, Elisabeth Grümmer, Gottlob Frick, Dietrich Fischer-Dieskau, Christa Ludwig. Reedició EMI Classics, 2000
- Hans Knappertsbusch (1963), Bayerisches Staatsorchester, Hans Hopf, Ingrid Bjoner, Kurt Böhme, Hans Günther Nöcker, Astrid Varnay, ORFEO 2015
- Silvio Varviso (1966), Òpera reial d'Estocolm, Nicolai Gedda, Aase Nordmo-Løvberg, Rolf Jupither, Barbro Ericson, Bengt Rundgren. Ponto Records, 2002
- Erich Leinsdorf (1966), Orquestra Simfònica de Boston, Sándor Konya, Lucine Amara, Jerome Hines, William Dooley, Rita Gorr, RCA - BMG 1997
- Rafael Kubelik (1971), Orquestra Simfònica de la Ràdio de Baviera, James King, Gundula Janowitz, Karl Ridderbusch, Thomas Stewart, Gwyneth Jones, Deutsche Grammpohon 1987
- Herbert von Karajan (1975–1981), Orquestra Filharmònica de Berlín, René Kollo, Anna Tomowa-Sintow, Robert Kerns, Siegmund Nimsgern, Dunja Vejzovic. Reedició EMI Classics, 1997
- Georg Solti (1985–1986), Orquestra Filharmònica de Viena, Plácido Domingo, Jessye Norman, Dietrich Fischer-Dieskau, Siegmund Nimsgern, Eva Randowa. Reedició Decca, 2003
- Claudio Abbado (1991–1992), Orquestra Filharmònica de Viena, Siegfried Jerusalem, Cheryl Studer, Kurt Moll, Hartmut Welker, Waltraud Meier. Deutsche Grammophon, 1995
- Colin Davis (1994), Orquestra simfònica de la Radiodifusió de Baviera, Ben Heppner, Sharon Sweet, Bryn Terfel, Sergei Leiferkus, Eva Marton. RCA Red Seal, 1995
- Daniel Barenboim (1998), Staatskapelle Berlin, Peter Seiffert, Emily Magee, Roman Trekel, Falk Struckmann, Deborah Polaski. Teldec, 1998